# 菅谷はつ乃
菅谷 はつ乃（すがや はつの、1978年7月29日 - ）は、日本の女性モデル、レースクイーン、タレント。東京都出身。2019年4月を最後に公式ブログの更新がストップしているため現在の消息は不明である。

## 人物
- 趣味はドライブ、料理、カラオケ。
- 特技はマリンスポーツ、スノーボード、ゴルフ。
- 好きな色は黒、白、パールブルー。
- レースクイーン引退後も、スーパーフォーミュラやスーパーGTに於いてチーム内のレースクイーンを取りまとめるスタッフとして、国内のサーキットに姿を見せている。

## 出演

### バラエティ
- 『ぷっ』すま（テレビ朝日）
- おネプ!（テレビ朝日）
- ランク王国（TBS）
- ものまねバトル（日本テレビ）
- メデューサの瞳 〜人を見抜く天才たち〜（テレビ東京）
- パラオランド（2008年、静岡朝日テレビ） - MC
- 直撃!!ウワサの5人（フジテレビ） - アシスタント
- サタッぱち 古舘の買物ブギ!!（テレビ朝日） - アシスタント
- ジャンクSPORTS（フジテレビ） - アシスタント
- さんまのSUPERからくりTV（TBS） - アシスタント
- うたばん（TBS） - アシスタント
- 全員正解あたりまえ!クイズ（TBS） - アシスタント
- お笑い芸人歌がうまい王座決定戦スペシャル（フジテレビ） - アシスタント
- さんま・福澤のホンマでっか!?ニュース（フジテレビ） - アシスタント

### レースクイーン
- 2000年：ZEXEL
- 2001年：TEAM TAISAN ADVAN
- 2002年 - 2003年：SP AIR Team国光with MOON CRAFT（全日本GT選手権）
- 2003年：Olympic KONDO（フォーミュラ・ニッポン）
- 2004年：Team ADiRECT 5ZIGEN（フォーミュラ・ニッポン）
- 2004年 - 2005年：D1グランプリ“D1 GAL”
- 2005年：R2-1 SPEED OF JAPAN / SPEED GIRLS

## 作品

### 写真集
- SUNDOWNER（2002年）
- BodyWash（2003年） - SUNSHADE（他のメンバーは岩川亜都、新村ひろよ、青柳玲麻）として

### DVD
- HORIZON（2002年）
- CARWASH（2003年） - SUNSHADEとして
- 官能小説（2005年）